# Dengkofen

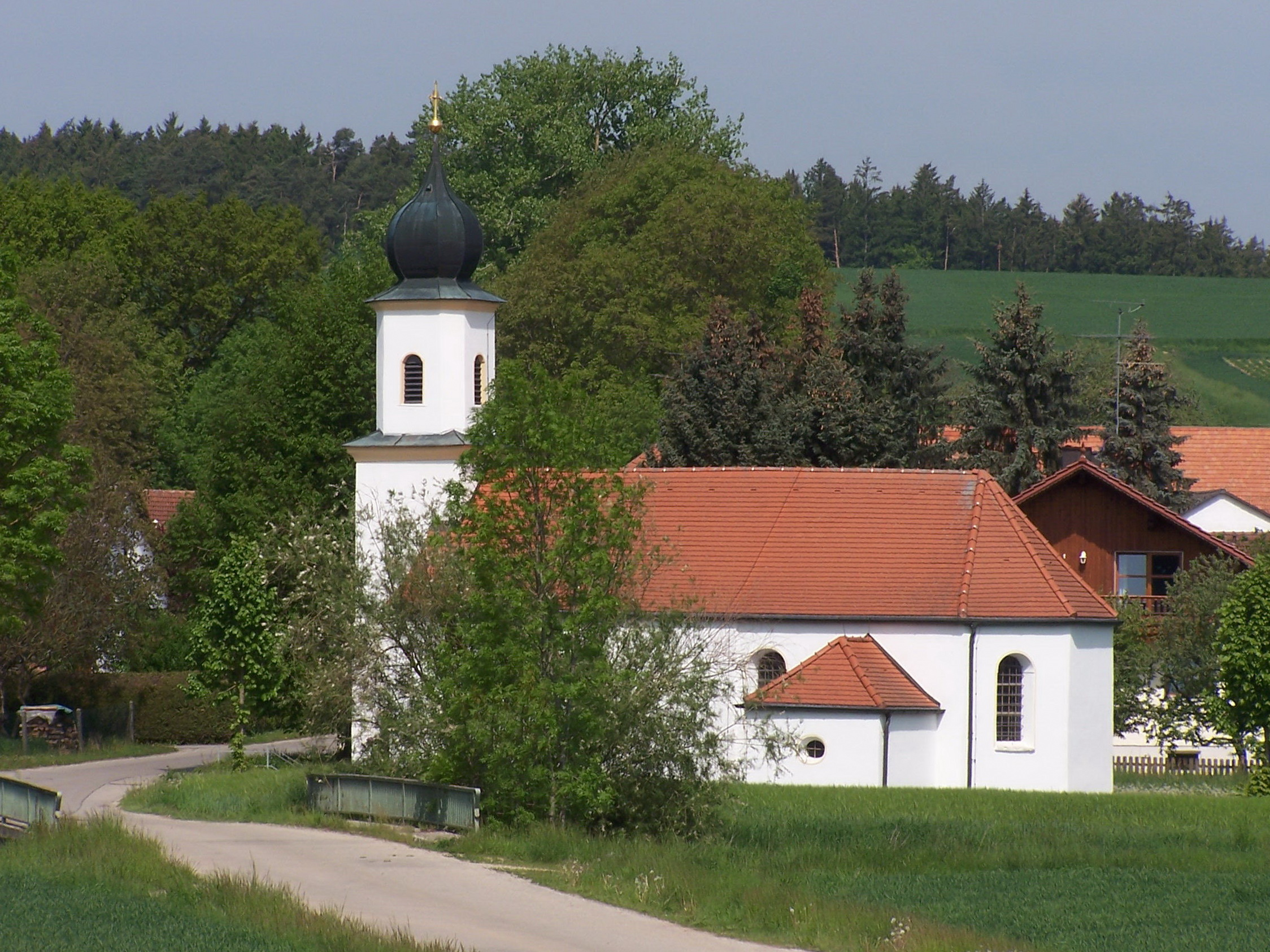
Die Filialkirche St. Stephan

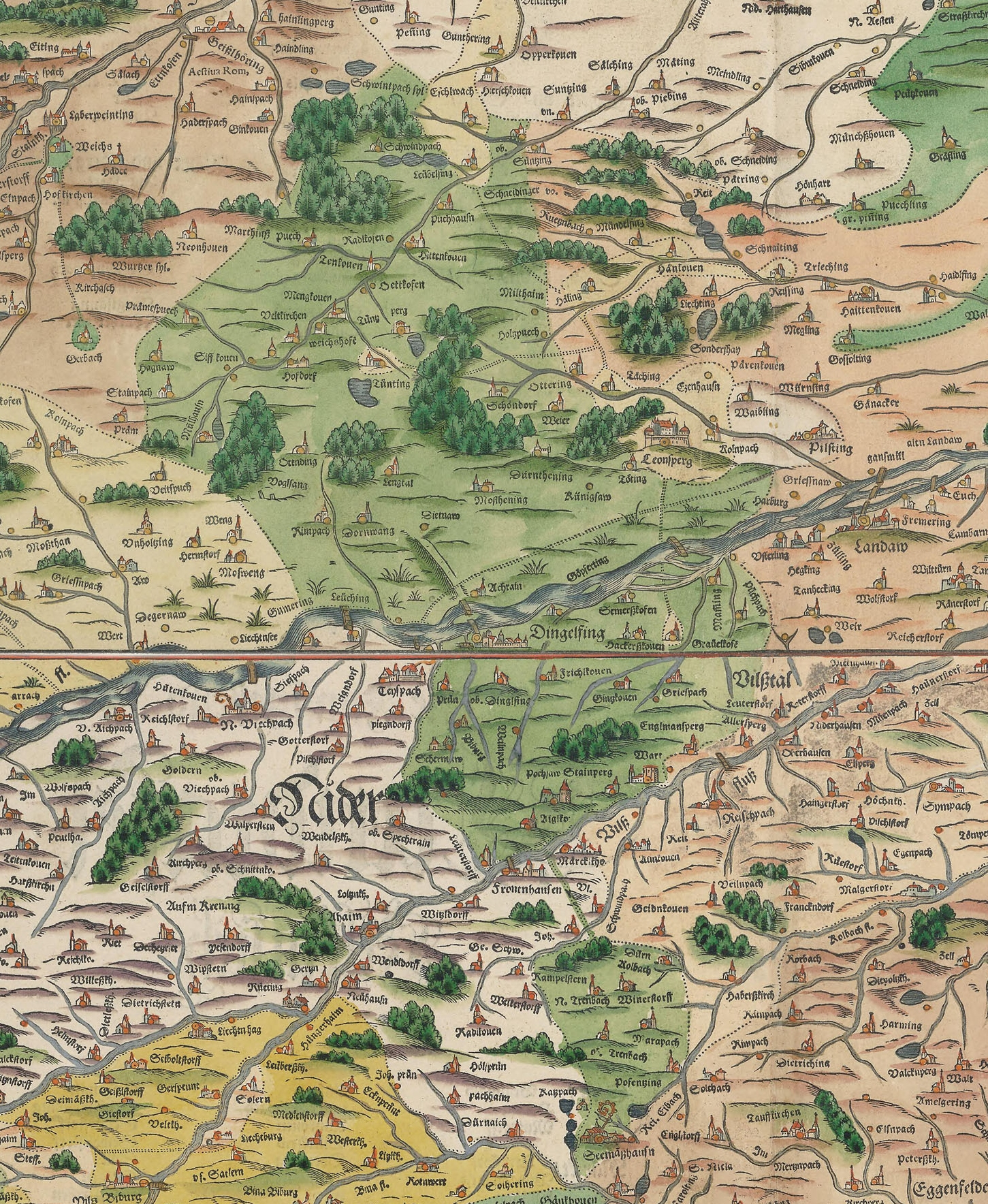
Tenkouen auf der Karte von Apian (1568)

Dengkofen, früher auch Denkofen, ist ein Gemeindeteil in der Gemarkung Tunzenberg der Gemeinde Mengkofen im niederbayerischen Landkreis Dingolfing-Landau.

## Lage
Die Gemeinde liegt größtenteils links (nördlich) der Aiterach etwa zwei Kilometer nordöstlich von Mengkofen.

## Geschichte
Die ältesten menschlichen Spuren auf dem Gemeindegebiet stammen von einer archäologischen Ausgrabung und verweisen auf die jungsteinzeitliche Linearbandkeramische Kultur. Im Mittelalter war das Dorf aufgeteilt zwischen den Hofmarken Hofdorf (vier Anwesen) und Tunzenberg (fünf Anwesen). 1599 wird hier zudem eine Mühle erwähnt, die als fünftes Anwesen zur Hofmark Hofdorf gehörte, die jedoch 1640 abbrannte.
Mit der Gemeindebildung 1818 wurde Dengkofen ebenso wie das benachbarte Ettenkofen zunächst eine eigene Gemeinde. Dieser wurde auch das damalige Einzelgehöft (ein Haus und eine Herdstelle) und der spätere Weiler Rogau zugeordnet, der früher zur Hofmark Mengkofen gehörte.
Die Gemeinde Dengkofen wurde aber ebenso wie Ettenkofen bereits 1824 aufgelöst und in die Gemeinde Tunzenberg eingegliedert die ihrerseits am 1. Januar 1971 nach Mengkofen eingemeindet wurde. Zum Stichtag der Volkszählung vom 25. Mai 1987 hatte Dengkofen 79 Einwohner in 21 Gebäuden mit Wohnraum mit 27 Wohnungen.

## Sehenswürdigkeiten
- Filialkirche St. Stephan (Nebenkirche der Filiale Großweichshofen) der Pfarrei Martinsbuch. Der Saalbau mit Westturm wurde 1761 auf der Grundlage eines Vorgängerbaus von um 1500 errichtet.